# Đorđe Balašević
Đorđe Balašević (srbsko Ђорђе Балашевић), srbski glasbenik, * 11. maj 1953, Novi Sad, Vojvodina, Srbija (takratna FLRJ), † 19. februar 2021, Novi Sad.
Najbolj je poznan kot glasbenik - kantavtor, hkrati pa je tudi pesnik, pisatelj, igralec in režiser. Začetek njegove glasbene kariere sega v leto 1977, ko je postal član glasbene skupine Žetva. Kasneje je osnoval skupino Rani mraz, ki je po izdaji dveh albumov razpadla, Balašević pa je začel samostojno kariero, ki je trajala štiri desetletja. Na začetku kariere je skladal predvsem pop rock, nato pa začel uporabljati elemente rocka, šansona in folk rocka. Njegova besedila se večinoma ukvarjajo z ljubezensko, družbeno ali politično tematiko.
Umrl je za pljučnico, ki je bila posledica okužbe z virusom COVID-19 in siceršnjega slabšega zdravstvenega stanja – konec leta 2019 je namreč preživel srčni napad.
Na podlagi izjemne naturalizacije je imel tudi slovensko državljanstvo.. Na prelomu tisočletja je njegova družina nekaj let živela v Mariboru, nekaj časa pa tudi v Ljubljani in v Kopru.

## Diskografija

### Žetva
- U razdeljak te ljubim / Srce mi je kao ratar (singel, 1977)

### Rani mraz

#### Singli
- Kristifore, crni sine... / Moja prva ljubav (1978)
- Računajte na nas / Strašan žulj (1978)
- Oprosti mi, Katrin / Život je more (1978)
- Panonski mornar / Moja draga sad je u Japanu (1979)
- Prvi januar (popodne) / Lagana stvar (1979)
- Tri put sam video Tita (1981)

#### Albumi
- Mojoj mami umesto maturske slike u izlogu (1979)
- Odlazi cirkus (1980)

### Samostojna kariera

#### Singli
- Ljubio sam snašu na salašu (1978)

#### Studijski albumi
- Pub (1982)
- Celovečernji The Kid (1983)
- 003 (1985)
- Bezdan (1986)
- Panta Rei... (1988)
- Tri posleratna druga (1989)
- Marim ja... (1991)
- Jedan od onih života... (1993)
- Naposletku... (1996)
- Devedesete (2000)
- Dnevnik starog momka (2001)
- Ostaće okrugli trag na mestu šatre (2002)
- Rani mraz (2004)

#### Albumi v živo
- Balade: U tvojim molitvama (1987)
- Da l' je sve bilo samo fol (1997)